# 市川市丸
市川 市丸（いちかわ いちまる、1906年10月27日 - 没年不詳）は、日本の俳優である。本名は壽 市太郎（ことぶき いちたろう）だが、森 市太郎（もり いちたろう）の説もある。

## 来歴・人物
1906年（明治39年）10月27日、名古屋市中区鉄砲町（現在の同市中区栄2丁目あたり）に生まれる。間もなく京都府に移り、旧制中学校に入学するも中退。
1924年（大正13年）10月、18歳で日活大将軍撮影所に入社する。1925年（大正14年）、中村鶴三こと尾上松之助総指揮兼主演映画『荒木又右衛門』に、生まれつきの美貌から渡辺数馬役に抜擢され、映画デビューを果たす。以後、辻吉郎監督映画『尾張三郎丸』、『その後の三郎丸』、池永浩久・中村鶴三総指揮による大作『実録忠臣蔵 天の巻 地の巻 人の巻』には、松之助が大石内蔵之助役に対して、市丸は大石主税良金を演じた。続いて主演した『姫小姓弥源太』でも好評を博した。伊藤大輔監督、大河内伝次郎主演の『忠次旅日記 甲州殺陣篇』でも2番手にクレジットされた。
1927年（昭和2年）、20歳で日活を退社し、志波西果と共に日本映画プロダクションを奈良県に設立して独立する。中川紫郎が創立した中川映画製作所で、志波と中川を映画監督にして数本の映画に主演する。しかし、同時期に林長二郎（のちの長谷川一夫）、市川百々之助を押し出す大手映画会社の大宣伝には勝てず、惨敗した。同社に入社してきた鳥羽陽之助の初主演作を中川が監督したのを最後に、同社は閉鎖する。
1928年（昭和3年）、設立されたばかりの河合映画製作社に入社。早速尾崎優之助監督映画『恩讐録』に主演として迎えられ、橘喜久子、琴糸路と共演した。同年までに12本出演したが、鈴木澄子主演映画『白妖姫』に出演したあとは、姿を消してしまった。没年不詳。

## 関連事項
- 日活大将軍撮影所 （池永浩久、尾上松之助）
- 日本映画プロダクション （志波西果）
- 中川映画製作所 （中川紫郎）
- 河合映画製作社 （河合徳三郎）

## 註
1. 1 2 3 4 5 6 7 8 9 10 11 12  『日本映画俳優全集・男優編』（キネマ旬報社、1979年）の「市川市丸」の項（p.47-48）を参照。同項執筆は田中純一郎。
2. 1 2 3 4 5 6 7 8 9  『日本映画俳優名鑑 昭和四年版』（映画世界社、1928年）の「市川市丸」の項（p.2）を参照。